# 鎌倉山 (栃木県)
鎌倉山（かまくらさん）は、栃木県芳賀郡茂木町にある標高216 mの山。
鎌倉山は那珂川西方に位置し、南北に断続的に連なる八溝山地の4つの山塊（八溝山塊、鷲子山塊、鶏足山塊、筑波山塊）のうち鶏足山塊にあたる。

## 概要
那珂川の河岸から切り立った断崖上にある展望所からの眺めは、那珂川県立自然公園随一の景観と言われている。
下野新聞社が選定した栃木百名山のひとつである。また、関東ふれあいの道のコースにもなっている。
鎌倉山の脇を那珂川が流れていることで水分が多く、10月下旬から12月にかけて冷え込んだ朝には川霧や雲海が発生しやすく、雲海スポットとなっている。
眼下に那珂川と大瀬橋、対岸には八溝山地が望める。

## 登山
大瀬橋西側から大瀬観光やな方面に下ったところに登山口と白糸の滝がある。登山口からは急登が続くが、山頂までは約30分程度である。
なお、山頂まで車で行くこともできる。林道は狭く、ところどころに退避スペースはあるが、対向車とのすれ違いには注意が必要である。
真岡鐵道真岡線茂木駅から登山口まで車で約15分。

## ギャラリー

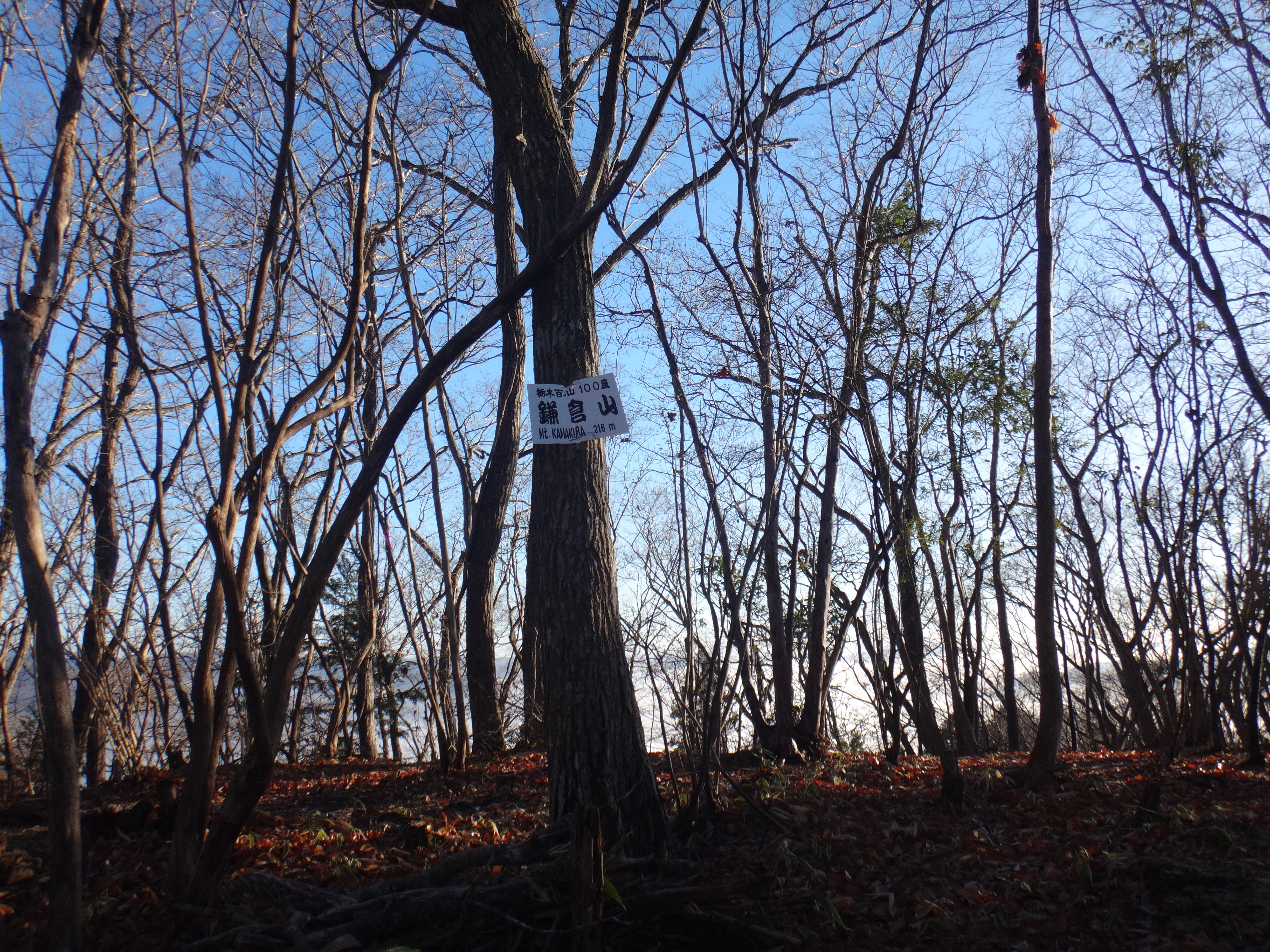
鎌倉山山頂
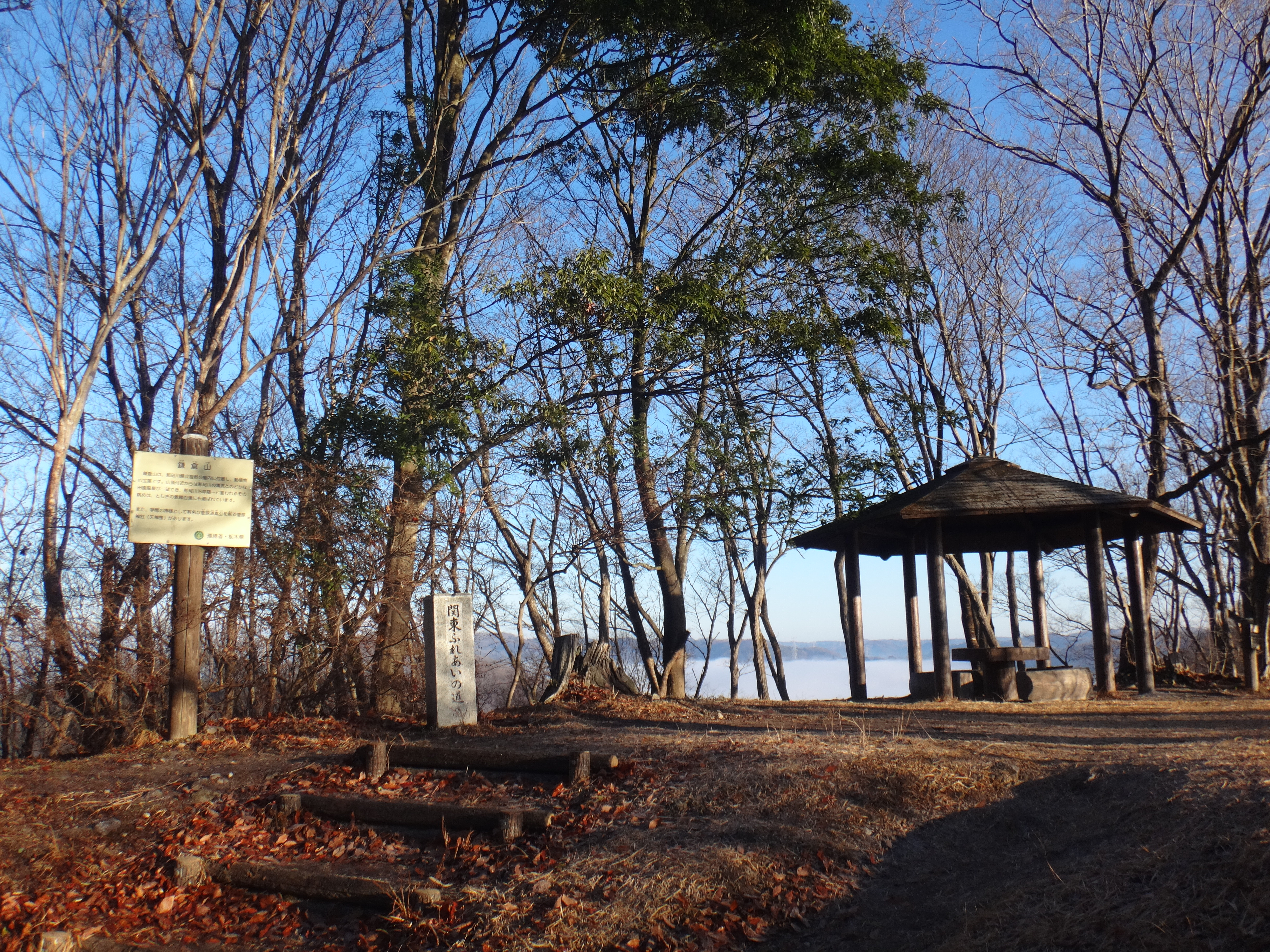
鎌倉山展望台
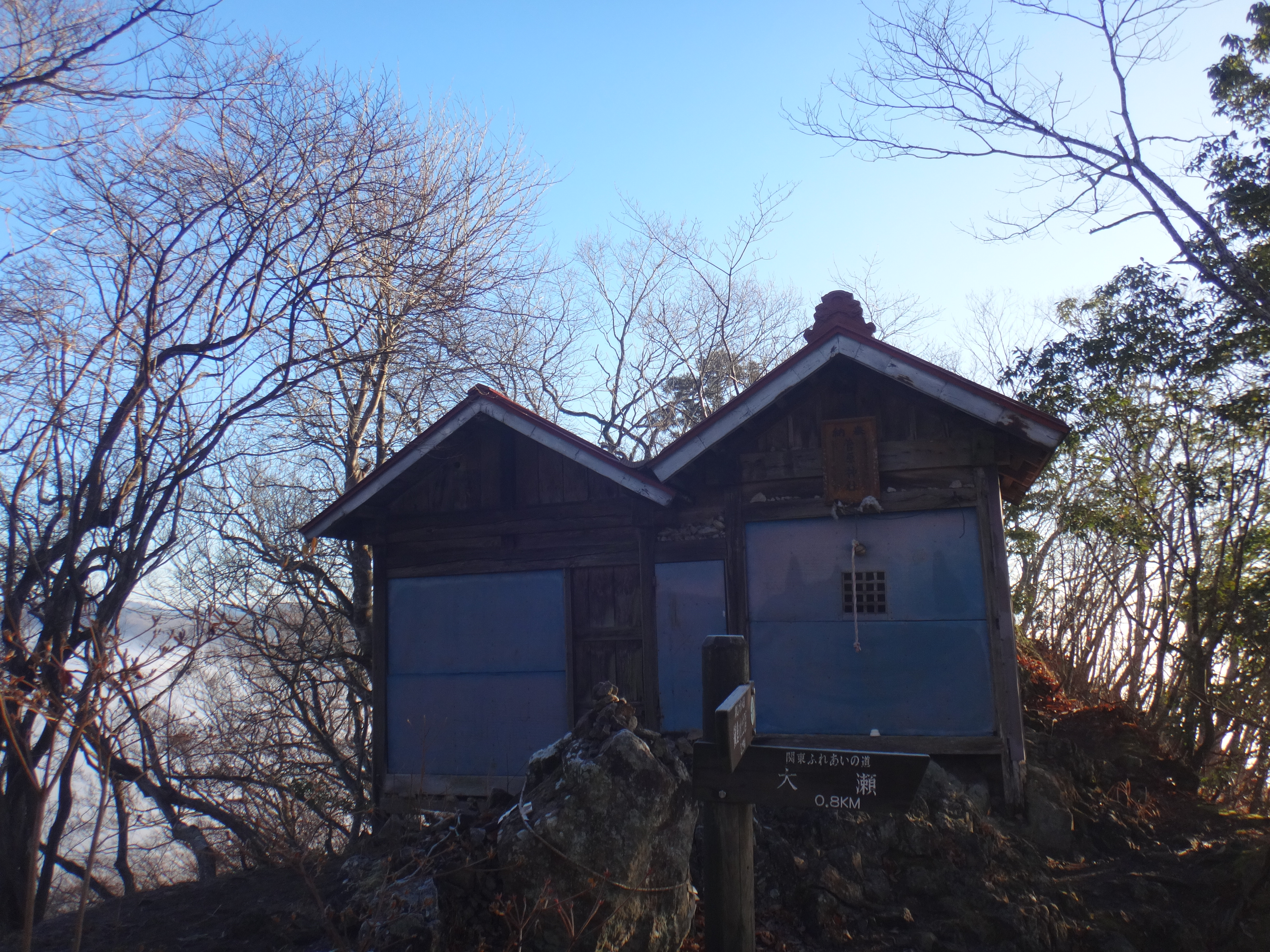
菅原神社
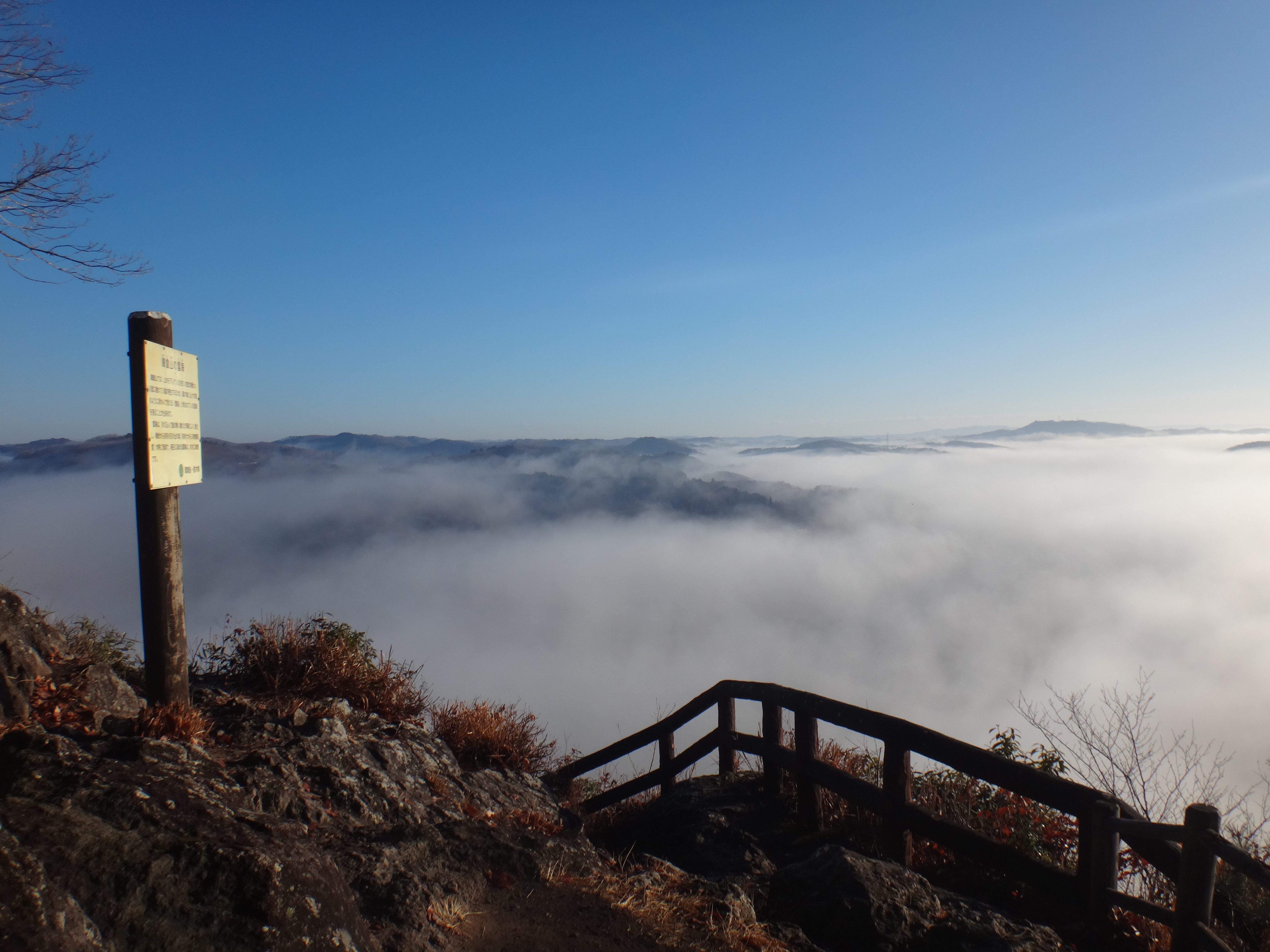
鎌倉山の雲海
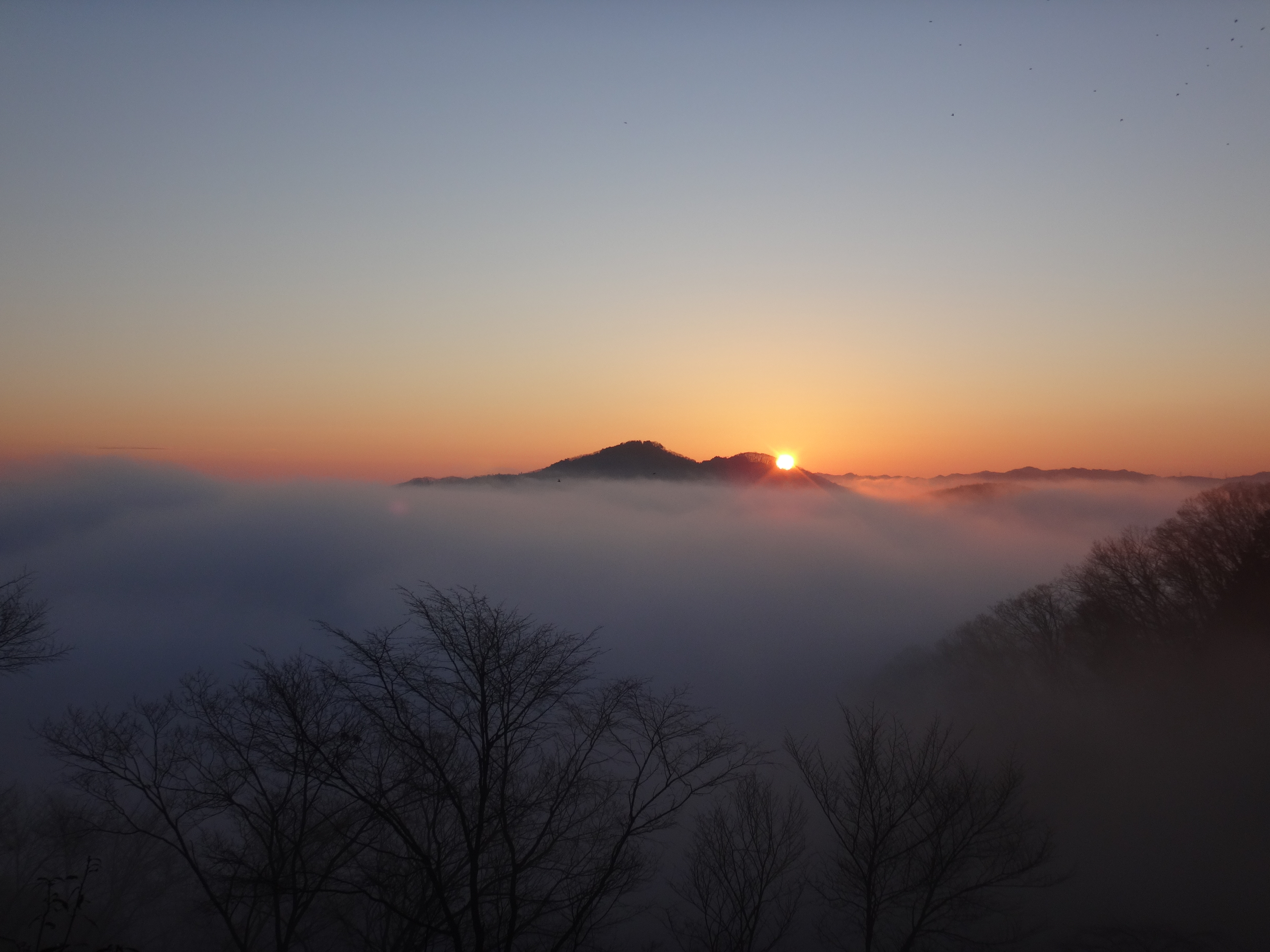
鎌倉山からの雲海と初日の出